# Borolia oriza
Borolia oriza är en fjärilsart som beskrevs av William Schaus 1875. Borolia oriza ingår i släktet Borolia och familjen nattflyn. Inga underarter finns listade i Catalogue of Life.